# Innocent del Gavaldà
Innocent del Gavaldà fou comte de Gavaldà per compte de Khildebert II d'Austràsia als darrers anys del segle vi.
Home violent i ambiciós, va perseguir entre d'altres a sant Llupenci de Javoux (Lupentius) abat del monestir de Saint-Privat de Javoux (Gabalitanae urbis), prop de Javoux, aleshores capital del Gavaldà, al que va acusar de parlar malament de la reina Brunilda (a la que el comte volia afalagar) i d'haver tingut discursos massa lliures sobre els conflictes que en aquell temps afectaven a la cort de Metz (Austràsia). Innocent va anar a Metz on s'havia de seguir l'acusació, però l'abat es va justificar de manera convincent i fou absolt. El comte, frustrat, el va esperar a la seva tornada i el va fer presoner i el va portar a Pontion, una residència reial a la Xampanya, on fou torturat però després alliberat; després el comte va reflexionar i va considerar que havia comès un error i quan l'abat creuava el riu Aisne el va interceptar i el va matar d'un cop al cap; llavors li tallà el cap i el posà en un sac ple de pedres i que llançà al riu, i va lligar la resta del cos a una pedra que també va tirar al riu. Però el cos fou trobat poc després i llavors es va buscar el cap i es va trobar i fou enterrat amb tots els honors. Els suposats miracles sobre la seva tomba el van fer proclamar sant i la veneració del poble per les seves relíquies va aconsellar el seu trasllat a la catedral de Châlons-sur-Marne (on finalment foren cremades pels calvinistes al segle xvi).
Innocent no fou acusat del crim i va restar com a comte. Quan poc després va morir Teodosi, bisbe de Rodès, Innocent fou escollit successor, i consagrat bisbe, per influència de la reina Brunilda, mare de Khildebert. Va ser bisbe del 584 al 590 i va tenir com a successor a Deudat.